# We Gon Ride
We Gon Ride ist ein Hip-Hop-Lied der US-amerikanischen Rapperin Dreezy und des Rappers T-Pain. Der Song wurde am 16. Juni 2016 als zweite Single aus ihrem Album No Hard Feelings als Download veröffentlicht.

## Komposition
Der Song ist dem Genre Hip-Hop zuzuordnen, da er viele Elemente enthält, die für dieses Genre typisch sind. Ein Rap des Rappers Gucci Mane ist in dem Lied auch zu hören. Der Song enthält zudem einen eingängigen Refrain, der sich während des Liedes wiederholt.

## Artwork
Auf dem Cover der Single ist ein hellblauer Eiswagen abgebildet. Über diesem steht „We Gon“ und unter diesem „Ride“. Unter dem „Ride“ ist der Interpret angegeben sowie das Explizit-Zeichen.